# Mark C
Medium Mark C (Hornet) – brytyjski czołg z okresu I wojny światowej, będący następcą czołgu Medium Mark A Whippet. Pierwszy prototyp pojazdu ukończono w sierpniu 1918 roku.
Konstrukcja czołgu Mark C była bardziej udana od konkurencyjnego czołgu Medium Mark B, przez co podjęto decyzję o jego masowej produkcji, jednak została ona podjęta zbyt późno, by czołgi wzięły udział w działaniach zbrojnych. W lutym 1919 roku, po wyprodukowaniu kilkudziesięciu egzemplarzy, zaniechano dalszej produkcji pojazdu.